# Dymnica (technika)

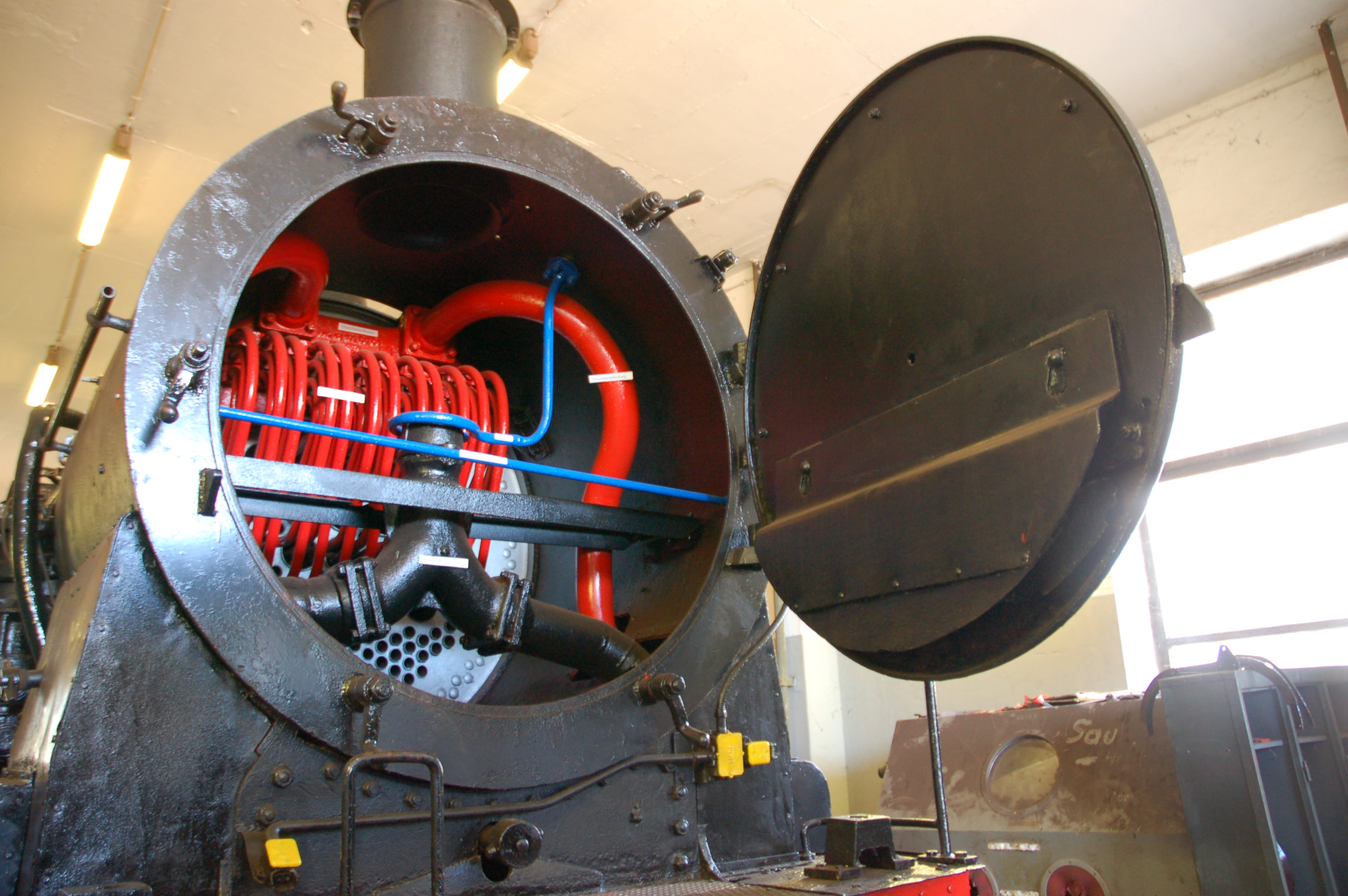
Wnętrze dymnicy. Czerwone - elementy przegrzewacza Niebieskie - dmuchawka i zakrapiacz dymnicy

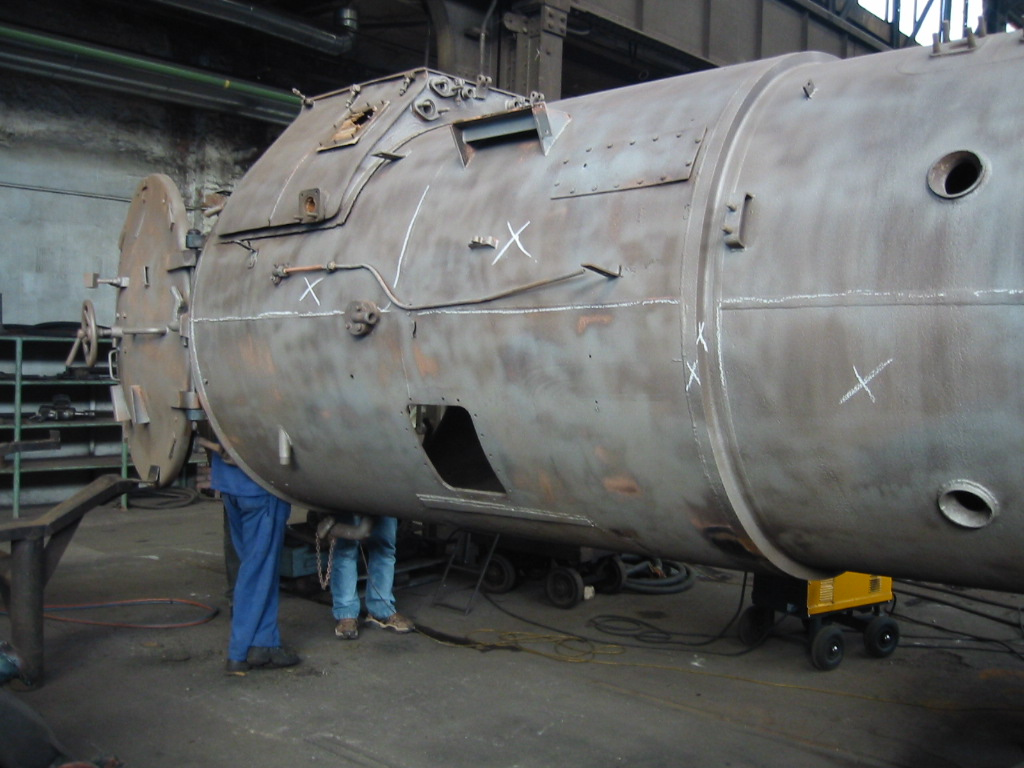
Widoczna granica walczaka i dymnicy

Dymnica – element kotła parowego parowozu, stanowiący przedłużenie walczaka, z przodu lokomotywy. Między walczakiem a dymnicą znajduje się ściana sitowa. Od przodu dymnica zamknięta jest drzwiami, natomiast u góry dymnicy znajduje się komin, zaś na dole w osi komina - dysza odprowadzająca parę odlotową (zużytą) z cylindrów. Para uchodząc do komina z dyszy wytwarza podciśnienie dające ciąg w skrzyni ogniowej, wygasza również iskry. W dymnicy umieszczona jest też dmuchawka parowa uruchamiana przy pracującym kotle podczas postoju parowozu na stacji lub podczas jazdy z zamkniętą przepustnicą pary. Często przez dymnicę przechodzą rury dolotowe pary do silników. W dymnicy znajduje się ponadto skrzynia przegrzewacza, a w pierwszych modelach parowozów na parę przegrzaną z początku XX wieku, w dymnicy był umieszczony cały przegrzewacz komorowy. W dymnicy znajdują się ponadto urządzenia odiskierne różnych typów, np. w postaci siatki.